# Spathipora
Spathipora is een mosdiertjesgeslacht uit de familie van de Spathiporidae en de orde Ctenostomatida. De wetenschappelijke naam ervan is in 1866 voor het eerst geldig gepubliceerd door Fischer.

## Soorten
- Spathipora comma (Soule, 1950)
- Spathipora ditrupae (Norman, 1907)
- Spathipora elegans Fischer, 1866
- Spathipora longirima Canu & Bassler, 1923
- Spathipora mazatlanica Soule & Soule, 1976
- Spathipora occidentalis Pohowsky, 1978
- Spathipora sertum Fischer, 1866